# Jehovas vittnens tro
Följande text behandlar Jehovas vittnens nuvarande tro. Den reflekterar därför med nödvändighet deras egen syn på sin verksamhet. Deras trosuppfattningar och läror baseras enligt dem på noggranna studier av sin omskrivna bibel "Nya Världens" översättning. Enligt deras tidskrift Vakttornet från den 15 augusti 1950 påstår de sig inte vara inspirerade i sina uttalanden eller dogmatiska. De tror att Bibeln är inspirerad av Gud och ofelbar, vilket bland annat innebär att rörelsen ser homosexualitet som en synd som kan hållas borta genom att studera bibeln.

## Kristenhet
Jehovas vittnen anser att det finns en skillnad mellan sann "kristendom" och "kristenhet". De anser att läror som treenigheten, ett brinnande helvete och själens odödlighet baseras på gamla myter och inte biblisk sanning. Enligt dem har läran om treenigheten förringat Jesu far Jehovas roll till den grad att de flesta människor inte längre inser att fadern har ett namn.
De pekar också på kristenhetens inblandning i krig som första och andra världskriget och andra större krig, [källa behövs], och dess firande av hedniska högtider som jul och påsk.
De anser att deras medlemmar bör undvika att använda religiösa titlar som "fader", "pastor", "Ers Eminens" och så vidare. De refererar till Jesu ord i Matteus 23:9, "Dessutom skall ni inte kalla någon på jorden er fader, ty en är er Fader, den himmelske." Istället använder de begreppet "äldste" för de personer i varje församling som har mest makt.

## Ursprung
Efter apostlarnas död avvek kyrkan gradvis på flera punkter från Jesus ursprungliga lära, genom det "stora avfallet". Enligt dem själva är deras tro en ständigt förbättrad men ofullkomlig återupprättelse av det första århundradets kristenhet. Den sanna förståelsen av Bibeln började upptäckas av Charles Taze Russell och hans kollegor när de bildade en bibelstudiegrupp under 1870-talet i Allegheny i Pennsylvania. Innan dess har det funnits enskilda personer och grupper som framhållit delar av sanna läror i bibeln, till exempel sir Isaac Newton  som avfärdade treenighetsläran, men i stort hade Bibeln på ett felaktigt sätt framställts av en rad historiska kristna grupper. Även om deras lära har förändrats betydelsefullt under åren så har de alltid hävdat sig utgöra den enda sanna religionen.

## Bibeln
Jehovas vittnen ser på hela den protestantiska kanonen som inspirerad av Gud. De tolkar sin omskrivna bibel "Nya Världens" översättning i huvudsak bokstavligt, även om man anser att vissa av de bibliska författarna och karaktärerna använde symboler, poesi och talfigurer. Första Moseboken tolkas bokstavligt och evolutionsteorin förkastas. Även om Första Moseboken tolkas bokstavligt tror man inte att skapelsen var begränsad till 24-timmarsperioder eller att jorden inte existerade före den första "skapelsedagen". (Det hebreiska ordet för dag, 'yom' kan avse både ett 24-timmarsdygn men även längre perioder, som här är fallet) Man anser att gamla testamentet visar på det dåtida israeliska folkets historia som Guds utvalda folk, mottagarna av hans lag och profetior om Jesus födelse. Man ser på det nya testamentet som en historisk redogörelse för Jesus och de första kristna. Nya testamentet riktar sig främst till de människor som kommer att återuppstå i himlen, de 144 000 utvalda.. Men Bibeln är av stort värde även för den ”stora skara av människor som ska få leva för evigt på jorden. 2 TM 3:16 ”Hela Skriften är inspirerad av Gud och är till stort värde för undervisning, tillrättavisning, korrigering och övning enligt Guds rättfärdiga normer”- Bibeln, -”nya världens översättning” 
Jehovas vittnen använder termerna "de hebreiska" respektive "de grekiska skrifterna" snarare än "gamla" och "nya testamentet". Anledningen till detta är att man vill undvika missuppfattningen att det gamla testamentet på något sätt skulle vara inaktuellt eller underlägset det nya.

## Trons grund
Man anammar doktrinen om sola scriptura, det vill säga att endast Bibeln kan avgöra vad som är rätt och fel (i vid mening, inte endast moralisk). Det är den "styrande kretsens" (organisationens ledning) uppgift att tolka och applicera innehållet i Bibeln. De representerar den "omdömesgille slaven" och styrs av Jesus Kristus. Alla medlemmar förväntas lyda de slutsatser som den styrande kretsen kommer fram till, innefattandes teologiska doktriner och organisatoriska frågor.

## Guds natur
Gud är skaparen och den högsta varelsen. Han är en andlig "person" och inte bara en abstrakt "första rörare". Det är möjligt att ha ett personligt förhållande med honom som en vän. Det är av grundläggande betydelse för sann dyrkan att använda Guds namn, Jehova, som det härleds från Tetragrammaton. Guds namn Jehová finns återgivet ca. 7000 gånger i bibeln men ersatt med titlar som till exempel Herren i de flesta bibelöversättningarna, dock inte i "Nya Världens" översättning där Guds namn Jehová genomgående används. Den Heliga Anden är Guds aktiva kraft, inte den oskapade tredje personen i treenigheten.

## Kristus natur
Jesus är Guds första skapelse och är därmed en separat entitet och långt mindre kraftfull än Gud själv. Gud använde Jesus för att skapa alla andra varelser. Jesus är samma person som ärkeängeln Mikael och "Ordet" i sin förmänskligade skepnad; hans födelse på jorden genomfördes när han frivilligt lät sig själv sändas, av Gud, från himlen till Marias livmoder. På jorden avrättades Jesus, för mänsklighetens synder, på en tortyrpåle. Man avvisar korset som en symbol för hans död som ett senare påfund. Efter sin död visade sig Jesus igen för sina lärjungar och övertygade dem om att han hade återuppstått, och steg därefter upp till himlen för att sitta vid Jehovas högra sida. Jesus fungerar som representant för "den nya ordningen" för de som ska till himlen (de 144 000). Jesus kommer att fortsätta att vara underordnad Gud, även efter det att han blir kung i himlen. Maria, Jesu mor, tros inte ha varit "evig jungfru", som den katolska kyrkan gör gällande, utan fick fler barn efter Jesus.

## Eskatologi
De "sju tiderna" som nämns i Daniel 4:10–17 tolkas som en period på 2 520 år med början från 607 f.Kr., benämnd "hedningarnas tider". Trots att sekulära historiker menar att Jerusalem förstördes år 586 f.Kr. så lär Jehovas vittnen ut att Jerusalems tempel förstördes år 607 f.Kr.. Denna kronologiska uppfattning grundas på tron att det skiljde 70 år mellan förstörelsen av Jerusalem och återkomsten från fångenskapen i Babylon år 537 f.Kr. Jehovas vittnena menar att detta baseras på det historiskt vedertagna datumet för inledningen av Kyros II:s härskarperiod. De resonerar som så att bibelboken Esra slår fast att Kyros, någon gång under sitt första år som härskare, utfärdade ett dekret som lät alla judar återvända till Jerusalem för att återuppbygga templet. När man tar i åtanke tiden det rimligtvis skulle ta för judarna att göra detta, samt Bibelns profetia om att judarna skulle vara i exil under 70 år, så kommer vittnena fram till att 537 f.Kr. var det år då det första offret gavs vid det nya altaret i Jerusalem efter Kyros dekret, 70 år efter det att judarnas exil påbörjades år 607 f.Kr..
De hävdar att, efter det att "hedningarnas  tider" avslutades 1914, så påbörjades Jesus osynliga trontillträdelse som kung i himlen, följt av nedkastandet av Satan och hans änglar från himlen till jorden och därmed krig och elände i högre grad än någonsin förut på jorden. Under den tidsperioden ägde en undersökning – av alla religioner som påstår sig vara kristna – rum, av Jesus.. 
År 1918 återuppväckte, enligt Jehovas Vittnen, Jesus de av de 144 000 (den "trogne och omdömesgille slaven"), som redan hade dött, till ett liv i himlen. Sedan 1918 återuppväcks alla av de 144 000 direkt efter sin död. 1919 pekades Jehovas vittnena av Jesus ut som den enda kristna organisationen.
De "sista dagarna" inleddes 1914 och kommer att avslutas under Harmageddon, enligt Jehovas Vittnen. De menar att ett av odjuren som nämns i uppenbarelseboken är Förenta nationerna. Odjuret beskrivs som det som attackerar och förstör "Skökan", "Det stora Babylon", som representerar falsk religion i allmänhet. De tror att detta utgör begynnelsen på "den stora vedergällningen" som beskrivs av Jesus i Matteus bok (24: 21). Denna kommer att sluta vid Harmageddon då Satan attackerar Guds sanna tillbedjare. Detta kommer att få Gud att påbörja Harmageddon då alla regeringar, som står under Satans kontroll och därmed i opposition till Guds kungarike och Jesus, kommer att förstöras. Scener från Heseikels profetia om "Gog av Magog" handlar om den som vill utplåna Guds folk och hör också till saken.

## Frälsning
Hela mänskligheten befinner sig, enligt Jehovas Vittnen, i ett syndigt tillstånd. Jesus död möjliggjorde frigörelse från detta. Den sonade för mänsklighetens synder. För att räddas behöver man tro, som demonstreras genom kristna gärningar. Men dessa gärningar kan inte själva skänka frälsning. Det är endast genom Guds oförtjänta omtanke som man kan frälsas. Det finns två olika destinationer för de som räddas av Gud. Antalet kristna som kommer till himlen är begränsat till exakt 144 000 (den "trogne och omdömesgille slaven") där de tillsammans med Jesus kommer att styra som kungar och präster över världen. Alla andra av de som lever idag, som kvalificerar sig för frälsning, har möjlighet att överleva den annalkande striden Harmageddon, och har utsikten att leva för evigt i ett paradis på jorden.

## Blodfrågan och vaccinationen
Jehovas Vittnens vägran att ta emot blodtransfusioner är välkänd för allmänheten. Ståndpunkten motiveras dels med bibeltexter som förbjuder förtäring av blod (särskilt 1 Mosebok 9:4; 3 Mosebok 17:10–12 och Apostlagärningarna 15:20, 29). Men också genom hänvisningar till medicinska risker med behandlingsmetoden. Inställningen utvecklades under 1940-talet och kan ses som ett extra flagrant uttryck för den kritik gentemot den medicinska vetenskapen som Vakttornet utvecklat sedan början av 1920-talet. Men inställningen i blodfrågan bär också släktskap med flera andra kristna samfund, liksom islamska, vilka tar avstånd från blodmat med hänvisning till de ovan nämnda bibeltexterna. Innan organisationen satte ner foten ordentligt ifråga om blodtransfusioner bedrev de dock, under 1920-, 1930- och 1940-talen, en kampanj mot vaccinationer och tvångsympning. Clayton J. Woodworth, en av de starkast kritikerna, menade exempelvis att det förutom medicinska skäl mot vaccineringar (risker av olika slag), också finns rent bibliska skäl. Bland hänvisade han till blodförbudet i Mose lag. Dessutom fastslog han att behandling med serum som framställts ur djurblod var ett brott mot denna lag.
I början av 1950-talet tonades dock kritiken mot vaccinationerna ner, möjligtvis som en följd av de lyckade massvaccinationerna mot smittkoppor med mera. Och 1952 gjordes en helomvändning. Denna omvändning gjordes stillsamt och diskret i form av några korta anmärkningar under rubriken "Frågor från läsekretsen" i Vakttornet. Sällskapet gjorde dock ingen ursäkt för sin kampanj och påtog sig inget ansvar. Men de bibeltexter som använts till stöd för vaccinationskritiken kom istället till användning i kritiken av blodtransfusioner. 

### Anförda medicinska skäl mot blodtransfusioner
De medicinska skälen som blodtransfusioner är i korthet de risker som finns med metoderna. Sällskapet Vakttornet betonar särskilt följande risker:
- Hemolytiska reaktioner, dvs upplösning av röda blodkroppar på grund av oförenligt blod.[58]
- Ökad risk för infektioner i samband med operationer.[58]
- Risk för överföring av blodburna sjukdomar såsom gulsot och AIDS.[58]

### Anförda bibelcitat i blodfrågan
"Kött, som har i sig sin själ, det är sitt blod, skall ni dock inte äta" (Första Mosebok 9:4)

### Tillåtna och otillåtna blodkomponenter
På sidan 27–29 i broschyren Hur kan blod rädda liv beskriver Vakttornet en artikel som ursprungligen publicerades i Journal of the American Medical Association (JAMA) 1981. I artikeln citeras från 1 Mosebok 9:3,4; 3 Mosebok 17:13,14 och Apostlagärningarna 15:19–21. Därefter görs tolkningen att transfusion av helblod står i strid med bibeln, liksom koncentrerade röda blodkroppar och plasma, såväl som användning av vita blodkroppar och blodplattor. Dock menar artikelförfattarna att andra beståndsdelar i blodet, såsom albumin, immunglobuliner och preparat mot blödarsjuka (möjligen) kan godtas. Men lämnar beslutet om det senare upp till varje vittne att fatta personligen. Utifrån detta kan en viss tvetydighet i Vakttornets inställning skönjas, genom att vissa komponenter är strängt förbjudna medan andra (möjligen) kan accepteras. 
De förbjudna blodkomponenterna: Helblod, plasma, vita blodkroppar, röda blodkroppar, blodplattor.
De tillåtna blodkomponenterna: Albumin, immunglobuliner, preparat mot blödarsjuka

### Notförteckning
1. ↑  Vakna! - 3/22/93, "Why So Many False Alarms?", Watch Tower Bible and Tract Society of Pennsylvania
2. ↑  “Jehovah’s Witnesses – Proclaimers of God’s Kingdom” –1984, s. 708 | “How Jehovah Leads His People” | . © Watch Tower Bible and Tract Society of Pennsylvania
3. ↑  Vakttornet 4/15/62
4. ↑  Vakna!, 8 augusti 1973
5. ↑  Vakttornet, 15 januari 1997
6. ↑  Vakttornet, 12/15/1996
7. ↑  Vakttornet 12/15/1994
8. ↑  "Revelation—Its Grand Climax at Hand!" (1988), kapitel 13
9. ↑  ”"What does the Bible Really Teach" (2005), kapitel 16”. Arkiverad från originalet den 22 november 2017. https://web.archive.org/web/20171122074532/https://www.jw.org/sv/publikationer/b%C3%B6cker/vad-l%C3%A4r-bibeln/ta-st%C3%A4llning-f%C3%B6r-den-sanna-tillbedjan/. Läst 29 april 2017.
10. ↑  Vakttornet 2/15/1994
11. ↑  Jehovas vittnen-förkunnare av Guds kungarike s.125 fotnoten, publicerad av Jehovas vittnen 1994 på svenska
12. ↑  Resonera enligt Skrifterna
13. ↑  A Book for All People (1997)
14. ↑  Livet — Ett resultat av skapelse eller evolution? (1998)
15. ↑  Hur man kan förena vetenskap och religion; Web version available at http://wol.jw.org/sv/wol/d/r14/lp-z/102002403
16. ↑  "We Have Found the Messiah"!, Vakttornet, 1 oktober 1992
17. ↑  United In Worship of the Only True God; 1983
18. ↑  Vakttornet 3/1, "Old Testament" or "Hebrew Scriptures”—Which?"
19. ↑  "Christ Leads His Congregation", Vakttornet, 15 mars 2002
20. ↑  "Läsarna frågar", Vakttornet 1 april 1986
21. ↑  Vakna! 3/8 1995, "Is God Everywhere?"
22. ↑  Why True Worship Receives God's Blessing, Vakttornet 15 april 1996
23. ↑  "Läsarna frågar", Vakttornet, 15 maj 2004
24. ↑  What Do the Scriptures Say About "the Divinity of Christ"?, Vakttornet 15 januari 1992
25. ↑  Johannes 1:14
26. ↑  Jesus? The Ruler "Whose Origin Is From Early Times", Vakttornet 15 juni 1998
27. ↑  The Cross — Symbol of Christianity?, Vakttornet, 15 november 1992
28. ↑  Dog Jesus på ett kors?
29. ↑  Vilka kommer till himlen?
30. ↑  Läsarna frågar, Vakttornet, 15 augusti 1989
31. ↑  1 Ko 15:27, 28
32. ↑  Vad vet du om Jesu familj? Vakttornet, 15 december 2003
33. ↑  Be Thankful — Jehovah's Messianic Kingdom Rules, Vakttornet, 15 oktober 1990.
34. ↑  The "Cup" That All Nations Must Drink at God's Hand, Vakttornet, 15 september 1979.
35. ↑  “All Scripture Is Inspired of God and Beneficial” –1990 | p. 85 par. 3 “Bible Book Number 15—Ezra”
36. ↑  “Insight On The Scriptures” –1988 | p. 85 par. 3 “Bible Book Number 15—Ezra”
37. ↑  Uppenbarelseboken 12:7–10
38. ↑  Vakttornet, 1 februari 2004.
39. ↑  Malaki 3:1–3
40. ↑  Vakttornet, 1 maj 1993.
41. ↑  Revelation--It's Grand Climax At Hand!, sida 102
42. ↑  Expanded Activities During Christ's Presence, Vakttornet 1 maj 1993, sida 16–17, paragraf 4–8.
43. ↑  "In the Last Days" Since When?, Vakttornet 1 oktober 1980, sida 19.
44. ↑  Revelation-Its Grand Climax at Hand! (1988), sida 257 paragraf 10.
45. ↑  Revelation-Its Grand Climax at Hand! (1988), p. 257 par 21
46. ↑  Revelation-Its Grand Climax at Hand! (1988), p. 257
47. ↑  Revelation-Its Grand Climax at Hand! (1988), The Warrior-King Triumphs at Armageddon
48. ↑  Flight to Safety Before the "Great Tribulation", Vakttornet 1 juni 1996.
49. ↑  Vakttornet 2/15/95, Watch Tower Bible and Tract Society of Pennsylvania, "Have No Fear, Little Flock".
50. ↑  Jehova bryr sig om dig, Vakttornet 15 oktober 2002, s. 15.
51. ↑  "Jesus räddar – hur?", Vakttornet 15 november 2001. Webbversion tillgänglig vid , hämtat 26 januari 2006.
52. ↑  "Reasoning From The Scriptures" –1985, kap. 132 Faith, "Are works really necessary if a person has faith?", Watch Tower Bible and Tract Society of Pennsylvania
53. ↑  Keep Your "Hope of Salvation" Bright!, Vakttornet, 1 juni 2000, s. 12.
54. ↑  "Have No Fear, Little Flock", Vakttornet, 15 februari 1995, s. 18–22.
55. ↑  A Great Crowd Rendering Sacred Service, Vakttornet 1 februari 1995, s. 14–17.
56. ↑  Den Gyllene Tidsåldern (DGT) nr 11 1931
57. ↑  .Vakna!, februari 1949, s. 24
58. 1 2 3 4 5  Jonsson, Carl Olof, Blodfrågan. Blodförbudet i bibeln och blodtransfusionerna. En kritisk granskning av Jehovas Vittnens ståndpunkt i blodfrågan. Göteborg 1993.